# Освалдо Велосо де Барос
Освалдо Велосо де Барос (рођен је 25. септембра 1908. године у Корумби, Бразил † 8. августа 1996) познатији као Велосо, био је бразилски фудбалер који је играо на позицији голмана.  Био је голман Флуминенсеа из Рио де Женеира и Клуба Бахиано де Тенис из Салвадора. Наступао је ѕа бразилску фудбалску репрезентацију 1930. и 1931. године. Био је део тима који је представљао Бразил на првом званичном Светском првенству у фудбалу које је одржано у Монтевидеу у Уругвају од 13. до 30. Jула 1930. године. 

## Каријера

### У клубу
Каријеру је започео као голман у клубу Клубу Бахиано де Тенис, у Салвадору, са којим је освојио шампионат у Бахији 1927. године. Године 1928. преселио се у Рио де Жанеиро и постао је голман клуба Флуминенсе, где је остао 7 година. У овом периоду је одиграо 92 утакмице, од чега 22 без голова. Из тог разлога, он се сматра једним од 20 голмана са највише одиграних утакмица без примљених голова у историји фудбала Флуминенсеа. Након завршетка играчке каријере остаје са Флуминенсеом као члан Саветодавног већа до последњих дана. Као директор фудбалског клуба, са Флуминенсеом осваја првенство Кампеонато Кариока (Campeonato Carioca) 1951. године.

### У репрезентацији
У фудбалском тиму Бразила играо је између 1930. и 1931. Играо је 3 званичне утакмице и једну незваничну, примивши 2 гола у званичним утакмицама и 1 гол у незваничним утакмицама. Године 1930. био је голман током Светског првенства 1930. у Уругвају. Вредно је напоменути да је Велосо био први бразилски голман који је одбранио пенал у светским куповима. Био је голман током прве званичне утакмице између Бразила и Француске, у којој је бразилски тим победио реѕултатом 3:2. Такође је сведочио дебитовању бразилске фудбалске легенде Домингоса да Гуие. Велосо је био голман овог првог меча Домингоса да Гуие за бразилски тим, током незваничне утакмице против екипе Ференцварош из Мађарске, коју је бразилски тим добио резултатом 6:1. Следеће године је освојио једину титулу у дресу репрезентације, заједно са Домингосом да Гуиом. То је био Рио Бранко куп (Copa Rio Branco), победивши тадашње светске прваке,Уругвај резултатом 2:0, 6. септембра 1931. године што је био историјски подвиг за бразилску репрезентацију, која је била тек на 6. месту у светском купу.

## Приватни Живот
Напустио је фудбал 1935. године да би се венчао. Оженио се Вером Маријом Теикал Велосо, са којом је имао двоје деце, Едгарда Луиза Теикал Велосоа и Освалда Луиза Теикала Велосоа. Након што је напустио фудбал, постао је посредник осигурања једне државне компаније из које је касније отишао у пензију. У браку са Вером је био 59 година, све до своје смрти 8. августа 1996. године. Његова супруга умрла је у Петрополису, 20. јула 2009. године, у 93. години.

## Успех

### У клубу
- - Бахиа првенство: 1927
  - Бахиа стартни турнир: 1927

### У репрезентацији
- - Рио Бранко куп (Copa Rio Branco): 1931
  - Бразил: 1930 - 1931